# Гроттаццолина
Гроттаццолина (итал. Grottazzolina) —  коммуна в Италии, располагается в области Марке, в провинции Фермо.
Население коммуны составляет 3355 человек (2008 г.), плотность населения составляет 356 чел./км². Занимает площадь 9 км². Почтовый индекс — 63024. Телефонный код — 0734.
Покровительницей коммуны почитается святая Петронилла (Santa Petronilla), празднование 5 июня.

## Демография
Динамика населения:

## Администрация коммуны
- Официальный сайт: http://www.comune.grottazzolina.ap.it/